# Mark Ledford
Mark Ledford (marzo de 1960 - 1 de noviembre de 2004) fue un trompetista, vocalista y guitarrista estadounidense.
Se destacó por su talento como multinstrumentista y por ser miembro del Pat Metheny Group.
Mark Ledford creció en Detroit y realizó sus estudios en el Berklee College of Music entre 1978 y 1982. Después de graduarse comenzó a trabajar en publicidad y al mismo tiempo trabajo como músico de sesión para artistas como Stephanie Mills, Jon Hendricks, Special EFX, Michael Brecker, Kevin Eubanks, Don Byron, Prince y Bill Evans. Posteriormente Ledford también contribuyó a bandas sonoras de las películas de Spike Lee "Mo' Better Blues" y "Do the Right Thing". En 1986 comenzó una relación de trabajo con Pat Metheny. Realizó varias apariciones en vivo con el Pat Metheny Group y participó de las grabaciones de los discos "Still Life (Talking)" (1987) y "Secret Story" (1992). Posteriormente trabajó también con el grupo a capela "Circle" de Bobby McFerrin. Entre 1990 y 1992 se dedicó a enseñar trompeta en el Centro Banff, en Alberta, Canadá. En 1998 lanzó su álbum solista "Miles 2 Go", un homenaje a Miles Davis.
Ledford murió de una enfermedad cardíaca en Los Ángeles.